# Семёновское (Галичский район)
Семёновское — деревня в Степановском сельском поселении Галичского района Костромской области России.

## История
Согласно Спискам населенных мест Российской империи в 1872 году деревня относилась к 2 стану Галичского уезда Костромской губернии. В ней числилось 7 дворов, проживали 21 мужчина и 27 женщин.
Согласно переписи населения 1897 года в деревне проживало 65 человек (23 мужчины и 42 женщины).
Согласно Списку населенных мест Костромской губернии в 1907 году деревня относилась к Быковской волости Галичского уезда Костромской губернии. По сведениям волостного правления за 1907 год в ней числилось 15 крестьянских дворов и 97 жителей. В деревне имелся маслобойный завод. Основными занятиями жителей деревни, помимо земледелия, были малярный промысел и работа печниками.
До муниципальной реформы 2010 года деревня также входила в состав Степановского сельского поселения.

## Население
| 2008 | 2010 | 2012 | 2014 |
| ---- | ---- | ---- | ---- |
| 0    | →0   | →0   | →0   |